# Mürwiker Straße 183–185

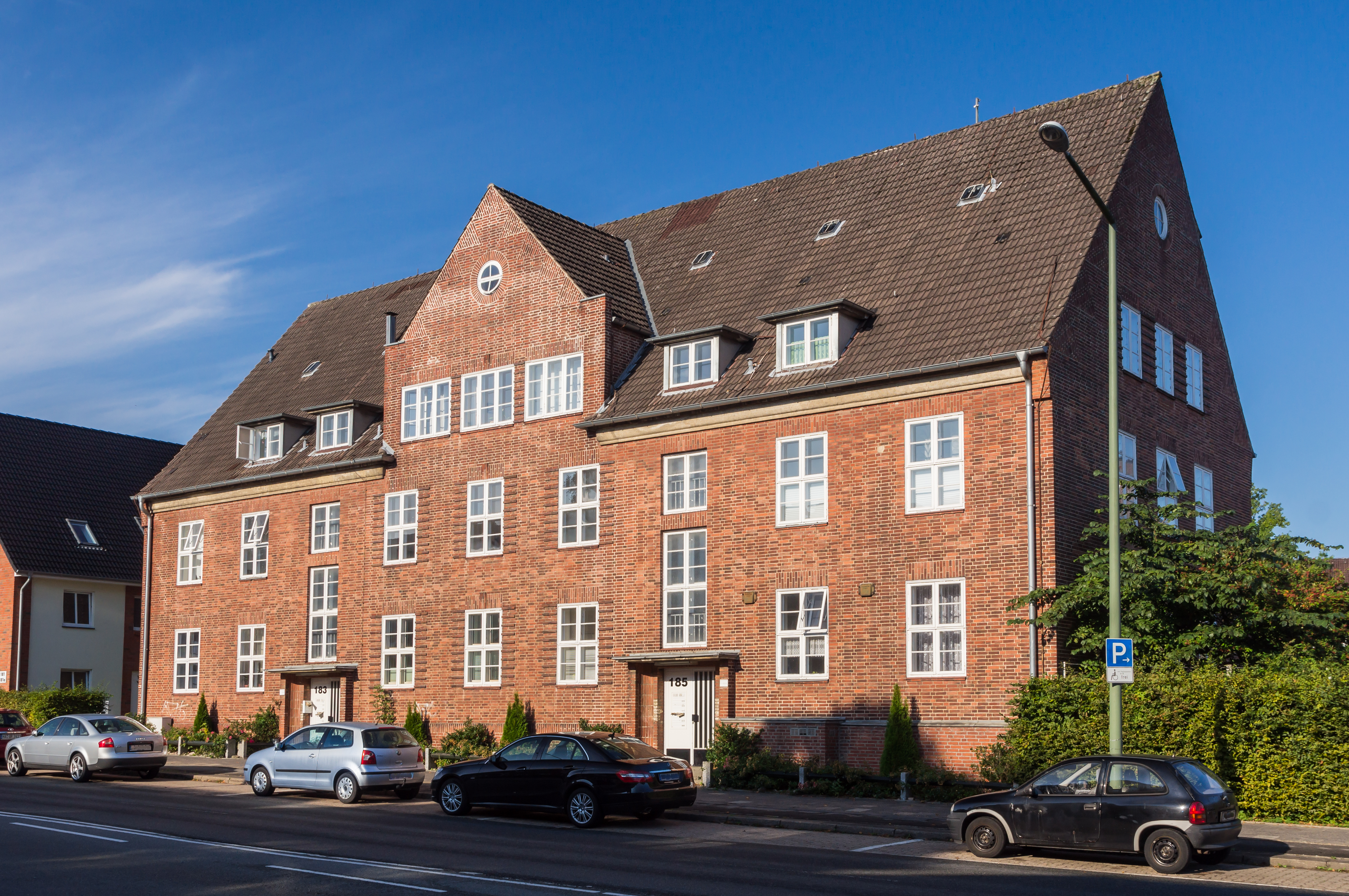
Gebäude Mürwiker Straße 183–185

Das Gebäude Mürwiker Straße 183–185 ist ein Wohnhaus aus den 1930er Jahren, am Rande des Stützpunktes Flensburg-Mürwik, das sich zum Ende der Mürwiker Straße befindet und eines der Kulturdenkmale Flensburg-Mürwiks darstellt.

## Hintergrund
Das Gebäude wurde 1935/36 vom Marinestandortbauamt am Rand der Nachrichtenschule als Verwaltungsgebäude errichtet. Die bauliche Anlage entstand als ein zweigeschossiger Backsteinbau mit Satteldach. Die Straßenfront erhielt zwei Eingänge, ähnlich wie bei einem Doppelhaus. Doch auf der Hofseite wurde der Haupteingang mit zugehöriger Freitreppe errichtet.
Das alte Standortverwaltungsgebäude diente in der Zeit des Kalten Krieges als Stabsgebäude der Schnellbootflottille. In Flensburg-Mürwik wurde am 1. Oktober 1957 dauerhaft das Kommando der Schnellboote (KdoS) aufgestellt, das von einem Kapitän zur See geführt wurde. 1967 wurde der besagte Großverband in Schnellbootflottille umbenannt. In Flensburg befand sich des Weiteren seit 1957 auch das 3. Schnellbootgeschwader. Vermutlich während des Kalten Krieges wurde an das Gebäude ein  Bundeswehr-Schutzraum angebaut. Die Konversion des Stützpunktes in den 1990er Jahren führte unter anderem 1994 zur Verlegung der Schnellbootflottille zum Marinestützpunkt Warnemünde und später zu deren Auflösung. Auch das 3. Schnellbootgeschwader wurde mit dem Ende des Kalten Krieges in den 1990er Jahren aufgelöst. Das Marinestützpunktkommando Flensburg-Mürwik des Stützpunktes wurde letztlich Ende 1998 ebenfalls aufgelöst. Der Sitz der Schnellbootflottille wurde für Wohnzwecke umgebaut, wobei die oben erwähnte Freitreppe zum Hof entfernt wurde. Das Gebäude wurde aus geschichtlichen, künstlerischen und städtebaulichen Gründen als Kulturdenkmal eingetragen. In dem Wohngebäude befinden sich heute zwölf Wohnungseinheiten.